# 觀音山派
觀音山派或稱凌雲寺派是台灣佛教四大法脈之一，始於日治時代初期。派祖是本圓法師。本山是台灣四大名山之一的五股觀音山凌雲寺。

## 沿革
觀音山派始於台灣日治時期初期，本圓法師以凌雲寺為根本道場而形成，和月眉山派、法雲寺派、大崗山派並稱四大法脈，之後加入臨濟宗妙心寺派。

## 派下一覽
- 五股凌雲寺
- 台北昭明寺
- 內湖圓覺寺
- 迴龍寺
- 北港彌陀寺
- 虎尾龍善寺

## 外部連結
- 觀音山-開山凌雲寺 （页面存档备份，存于）